# Stara Błotnica
Stara Błotnica es un pueblo de Polonia, en Mazovia.  Es la cabecera del distrito (Gmina) de Stara Błotnica, perteneciente al condado (Powiat) de Białobrzegi. Se encuentra aproximadamente a 12 kilómetros al sur de Białobrzegi, y a 74 km  al este de Varsovia. 